# Киевское шоссе (Ленинградская область)

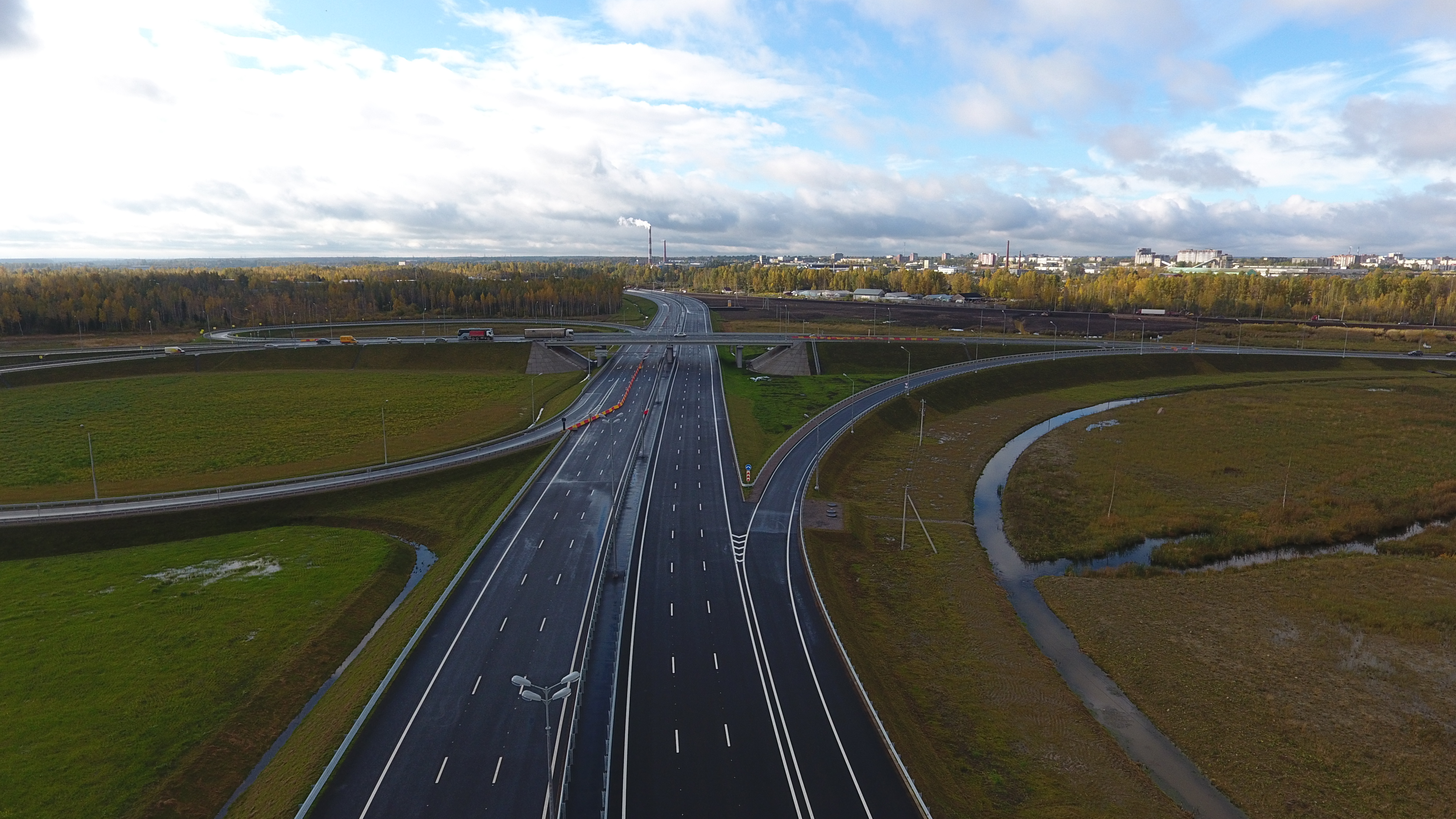
Киевское шоссе в Гатчинском районе

Ки́евское шоссе́ — народное название автодороги «Псков» в границах Ленинградской области. Является продолжением Киевского шоссе Санкт-Петербурга. За границей Пушкинского района переходит на территорию Гатчинского района Ленинградской области.
Исторические (прежние) названия Киевского шоссе: «дорога из Смоленска в Петербург» — Порховский — Динабургский — Двинский тракт.

## Статус, принадлежность
Киевское шоссе относится к федеральной автомобильной дороге Р-23 «Псков», входящей в европейский маршрут E 95. До 31 декабря 2017 года имело учётный номер М20.
В качестве адресообразующих объектов улично-дорожной сети на трассе автодороги «Псков» в Ленинградской области Киевское шоссе есть в деревнях Малое Верево, Большие Колпаны, в селе Никольском Гатчинского района.

## История, география
Шоссе названо по городу Киеву, как завершающей точке трассы. По совпадению, географическая долгота обоих городов различается на несколько минут (Петербург 30°19′ в. д. и Киев 30°31′ в. д.), а координаты начала Киевского шоссе в северной столице практически те же, что и для западной части Ленинградского (ныне Святошинского) района столицы Украины.
История шоссе восходит к 1784 году, когда вступил в строй первый участок Порховской дороги. Будучи продолжением уже обустроенного участка из Петербурга в Царское село в сторону Рождествена, сооружаемый по указу Екатерины II тракт должен был обеспечить инфраструктурную поддержку стратегических коммуникаций с регионами, возвращавшимися в состав России, в том числе при разделах Польши и на крымском направлении. На некоторых картах Порховский тракт также обозначался, как «перспективная большая дорога из Смоленска в Петербург».
Древний русский Порхов был важным опорным пунктом на пути в Прибалтику через Двинск (Динабург, ныне латвийский Даугавпилс); этот участок позже иногда именовался Белорусским трактом. К постройке собственно Динабургского шоссе удалось приступить только в 1830 году. На некоторых участках исходя из опыта эксплуатации Порховского тракта трассу новой магистрали прокладывали в стороне от старой. Тракт был введён в эксплуатацию в 1841 году, когда были утверждены дорожные сборы с проезжающих по Динабургскому шоссе. После Крымской войны, с 1860-х годов, наряду с названием Динабургское, постепенно входит в употребление название Киевское шоссе. Старое название при этом не отмирает, и 14 января 1893 года Александр III в указе по «разнемечиванию» топонимов переименовывает не только город из Динабурга в Двинск, но и названное по нему шоссе.
В словоупотреблении «Двинское шоссе» окончательно уступает «Киевскому шоссе» после 1920 года, когда Польша сначала оккупировала Двинск во время советско-польской войны, а потом передала его буржуазной Латвии, где город был переименован в Даугавпилс.

## Достопримечательности

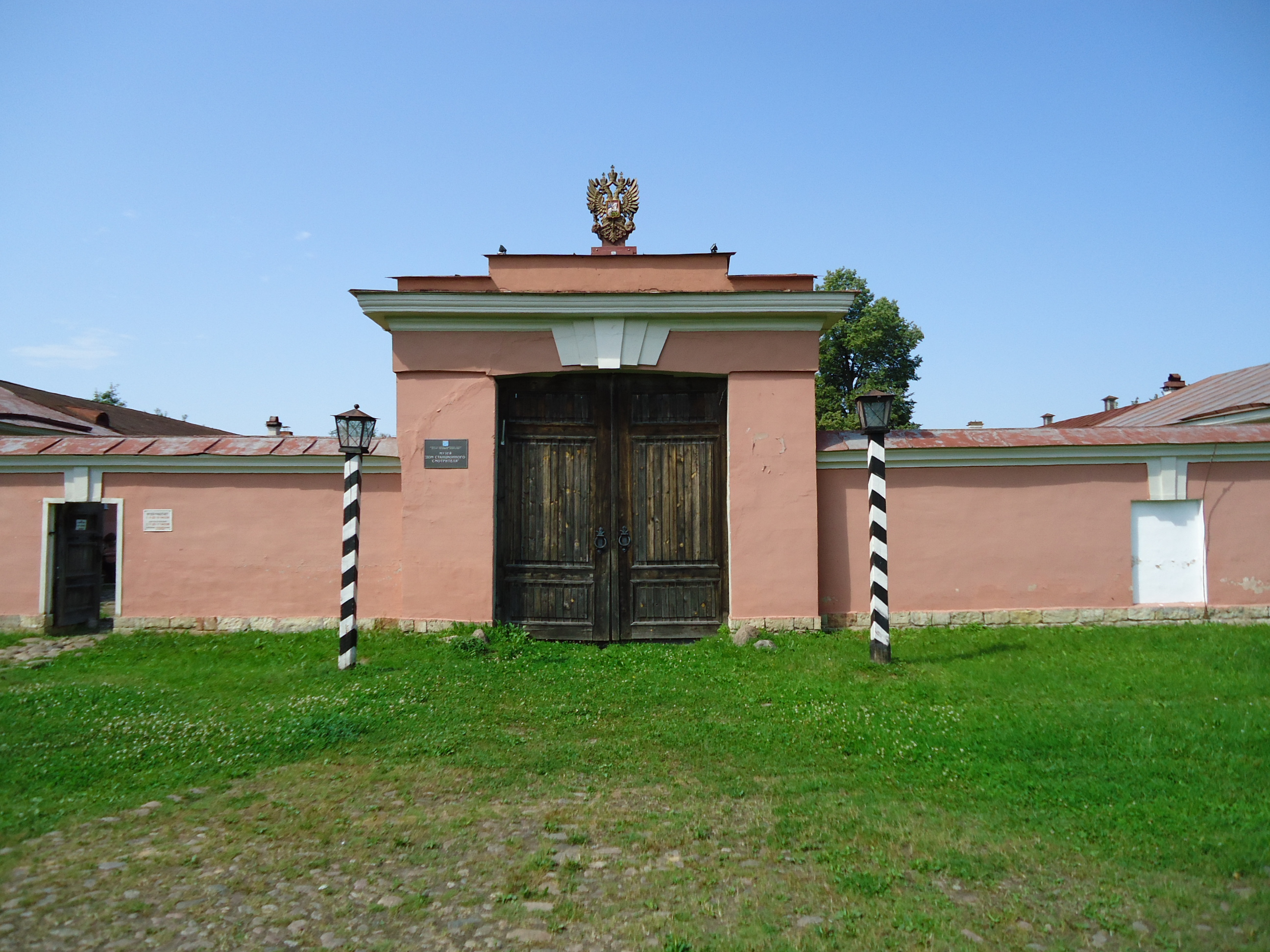
Ворота почтовой станции в Выре
(музей «Дом станционного смотрителя»)

При жизни Александр Сергеевич Пушкин проезжал по Порховскому тракту 13 раз, неизменно заходя на третью по счёту от Петербурга почтовую станцию в Выре. Имя героя вышедшей в 1831 году повести «Станционный смотритель», Самсон Вырин, содержит намёк именно на эту станцию; совпадают и детали биографии литературного героя и его прототипа — реального смотрителя станции в Выре. В 1972 году в бывших корпусах почтовой станции в Выре был открыт музей «Дом станционного смотрителя».